# Okrywy
Okrywy, elytry (łac. elytrae) – łuskowate struktury występujące na ciele niektórych wieloszczetów.
Okrywy powstają z przekształconych cirrusów notopodiów, czyli grzbietowych gałęzi parapodiów. Ich zadaniem jest ochrona grzbietowej części ciała. W przeciwieństwie do zmysłowych peudoelytrae, właściwe okrywy wyposażone są w elytrofory (ang. elytrophores)
Okrywy występują m.in. u przedstawicieli rodzin: Aphroditidae, Polyodontidae, Eulepethidae i Sigalionidae.